# أوليفر كاسكاو
أوليفر كاسكاو (مواليد 3 ديسمبر 2001) هو لاعب كرة قدم سوري يلعب كمهاجم في منتخب سوريا.

## حياته المبكرة
ولد أوليفر في السويد لأب سوري من الحسكة وأم سويدية. بدأ لعب كرة القدم في سن الخامسة.